# Діаметр на висоті грудей
Діаметр на висоті грудей (англ. DBH) — це стандартний метод вимірювання діаметра стовбура або ствола дерева, що стоїть. DBH — один з найпоширеніших дендрометричних вимірювань. Стовбури дерев вимірюються на висоті грудей дорослої людини, що визначається по-різному в різних країнах та ситуаціях. У багатьох країнах висоту грудей вимірюють приблизно на висоті 1,3 м над землею.

## Варіація та наукова точність
Висота може суттєво впливати на виміряний діаметр.
У Сполучених Штатах DBH зазвичай вимірюється на висоті 137 см (4.5 ft) над землею. У деяких країнах, таких як Австралія, Нова Зеландія, Бірма, Індія, Малайзія та Південна Африка, DBH історично вимірювався на рівні 1,4 м, але через активні дослідження алометричних показників, що застосовуються до дерев і лісів, більш доцільним є значення 1,3 м.
Деякі автори стверджують, що термін DBH слід скасувати, оскільки висоти, на яких вимірюється діаметр, є надмірно мінливими та неточними, а неточні вимірювання можуть сильно впливати на розрахунки лісівництва, такі як біомаса. Альтернативою, запропонованою Брокау та Томпсоном (2000), є Dx, де x вказує на точну висоту, на якій вимірюється діаметр, наприклад, D130 позначає діаметр, виміряний на висоті 130 см над землею та вздовж стовбура.
На схилах за точку відліку «над землею» зазвичай приймають найвищу точку на землі, що торкається стовбура, але деякі використовують середнє значення між найвищою та найнижчою точками землі. Якщо точка DBH потрапляє на здуття в стовбурі, то прийнято вимірювати обхват нижче здуття в точці, де діаметр найменший. Інші неоднозначні налаштування для визначення точного місця вимірювання діаметра наведені в Dahdouh-Guebas & Koedam (2006).

## Галерея

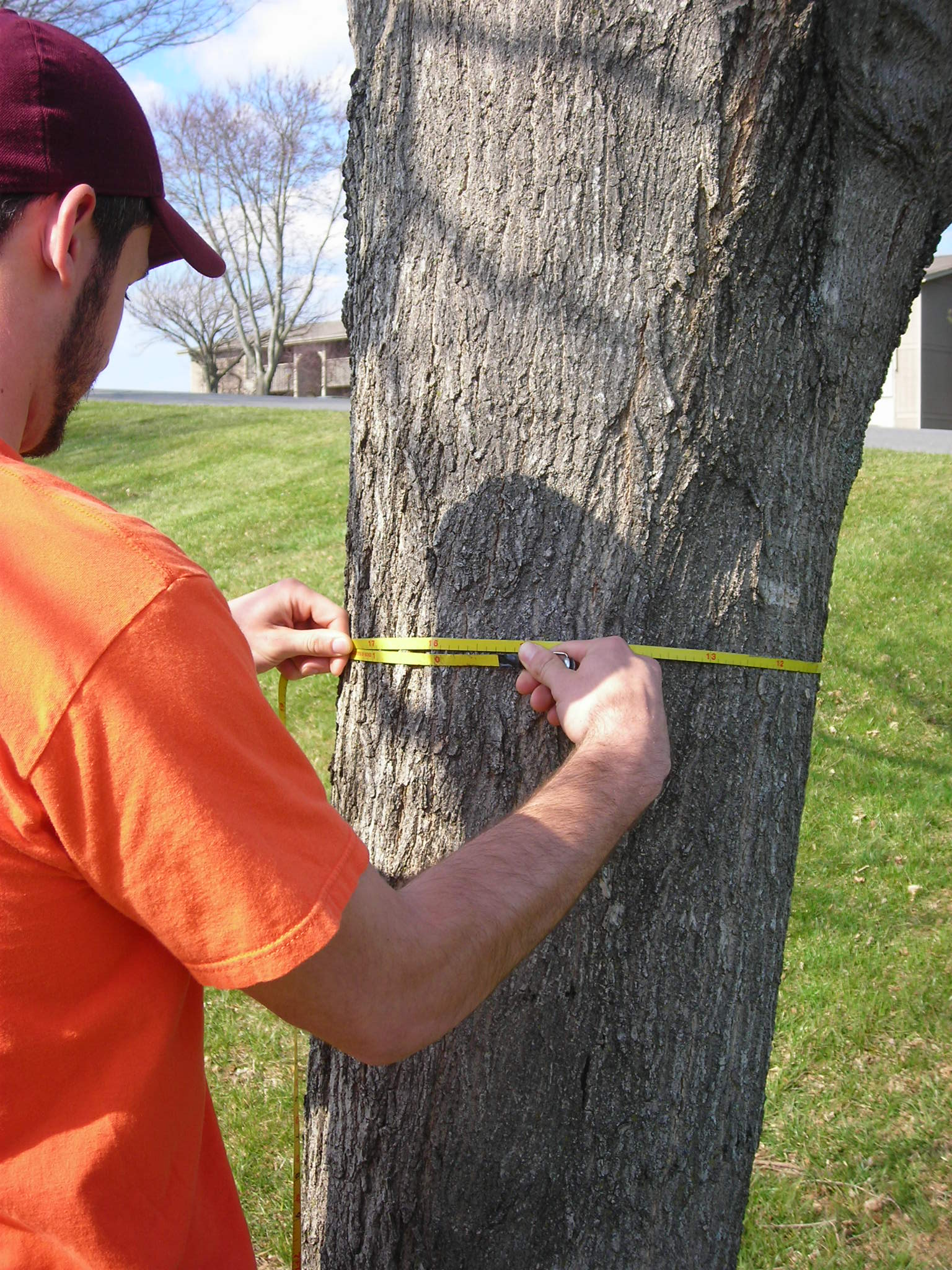
Вимірювання діаметра дерева за допомогою каліброваної стрічки для відображення діаметра на висоті грудей, переконавшись, що стрічка ідеально рівна та не перегинається, щоб не спотворити показання діаметра.
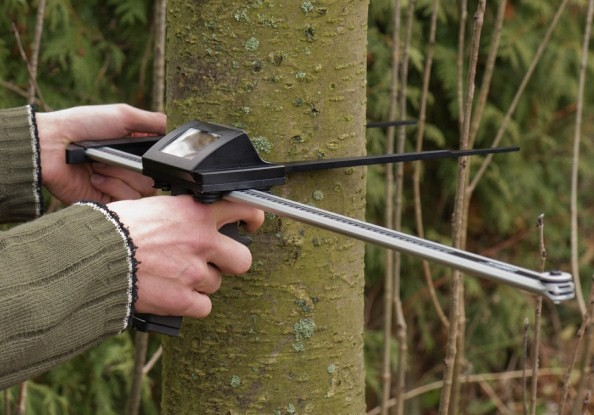
Електронні штангенциркулі можуть вимірювати діаметр на висоті грудей та надсилати виміряні дані через Bluetooth на польовий комп'ютер.
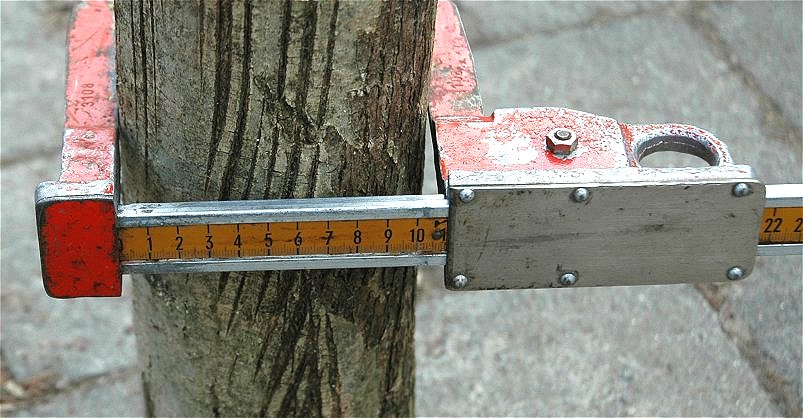
Товщиномір для дерева